# Трофимов, Алексей Трофимович
Алексе́й Трофи́мович Трофи́мов (Его́ров) (март 1878, Изборск — май 1937, Ленинград) — революционер, организатор советской оптико-механической промышленности, председатель правления Всесоюзного объединения оптико-механической промышленности (ВООМП), деятель профессионального образования, начальник Военно-механического института (1935—1937).

## Биография
Родился 1 (13) марта 1878 года в Изборске Псковской губернии в бедной крестьянской семье.
В 1892—1896 годах работал ремонтным рабочим на станции Верро Псково-Рижской железной дороги. В 1986—1902 годах — подручный котельщика, разметчик в Главных паровозных мастерских Александровского механического завода в Санкт-Петербурге.
В 1902—1919 годах работал старшим разметчиком и помощником мастера по котельным и судостроительным работам на Невском судостроительном заводе. Одновременно с работой на заводе окончил курсы Общества народных университетов. Активно участвовал в работе политических кружков «Союза борьбы за освобождение рабочего класса», распространял нелегальную литературу, организовывал демонстрации, стачки. Трижды арестовывался. В 1905 году был избран в Петербургский совет рабочих и депутатов. Входил в состав Исполнительного комитета Петербургского совета первого и второго созывов.
В 1919—1920 годах исполнял обязанности заведующего тарифно-экономическим отделом в правлении Петроградских заводов тяжёлой индустрии. В 1920—1926 годах — член президиума и заведующий тарифно-экономическим отделом в областном комитете Союза рабочих металлистов. Одновременно работал в президиуме Облстрахкассы. В 1926 году вступил в ряды ВКП(б).
С 1921 года — член Петроградского совета рабочих и солдатских депутатов (с 1926 года — Ленсовета).
В 1926—1935 годах — председатель правления Всесоюзного объединения оптико-механической промышленности (ВООМП) ВСНХ СССР (с 1932 года — НКТП), управляющий трестом ВТОМП, директор Государственного оптико-механического завода им. ОГПУ (ГОМЗ).
Член Кинокомитета при СНК СССР (1929—1930). В 1935 году по случаю 15-летия советского кинематографа был награждён орденом Трудового Красного Знамени за успехи в организации производства в стране кинофотоаппаратуры. Награда была вручена 27 февраля 1935 года на заседании Президиума ЦИК СССР седьмого созыва.
В 1935—1937 годах — начальник Военно-механического института (приказ Народного комиссариата тяжёлой промышленности (НКТП) № 666 от 29 мая 1935 года).
Ответственный редактор журнала «Оптико-механическая промышленность».
Скончался 6 мая 1937 года в Ленинграде.

## Деятельность
Сыграл большую роль в становлении и развитии отечественной оптико-механической промышленности. В период его работы в ВООМП на предприятиях начался выпуск отечественного оптического стекла, и уже в 1927 году государство смогло отказаться от его импорта. Объём производства на предприятиях объединения в 1932 году по сравнению с 1928 годом увеличился более чем в 10 раз. Особенно быстрыми темпами ГОМЗ развивался в 30-е годы, выпуская приборы для ВМФ и ВВС (фотокинопулемёты, бомбардировочные и стрелковые турельные прицелы), а также астроприборы и технологическое оборудование. Объединение стало головным в стране по разработке и производству кинофотоаппаратуры. В справке от 15 ноября 1934 года В. Т. Трофимовым была представлена оценка состояния производства и определены основные задачи развития оптико-механической промышленности страны. Был подвергнут критике начальником Военно-морской инспекции НК РКИ СССР Н. В. Куйбышевым в докладе председателю СТО СССР В. М. Молотову за неудовлетворительное состояние производства авиационных прицелов для бомбометания (1933). Своим постановлением от 7 апреля 1935 года Совет труда и обороны (СТО) обязал «ВООМП (Трофимова) по принятому образцу изготовить в 1935 году опытную партию прицелов в 30 штук, подготовившись к валовому производству их в 1936 году».
Внёс большой вклад в становление Военно-механического института. За короткий промежуток времени руководства институтом «…положил много сил на строительство Военмеха, борясь за выковывание лучших кадров оборонной промышленности» (Из распоряжения по Главному управлению учебных заведений Народного комиссариата оборонной промышленности (НКОП) № 28 от 8 мая 1937 года).

## Награды
- орден Ленина[1]
- орден Трудового Красного Знамени (1935)[6]
- знак Почёта ВЦСПС[1]